# Tour der walisischen Rugby-Union-Nationalmannschaft nach Ozeanien 1986
| Tour der Waliser nach Ozeanien 1986 | Tour der Waliser nach Ozeanien 1986 | Tour der Waliser nach Ozeanien 1986 | Tour der Waliser nach Ozeanien 1986 | Tour der Waliser nach Ozeanien 1986 |
| Übersicht                           | S                                   | G                                   | U                                   | N                                   |
| ----------------------------------- | ----------------------------------- | ----------------------------------- | ----------------------------------- | ----------------------------------- |
| Test Matches                        | 3                                   | 3                                   | 0                                   | 0                                   |
| Sonstige Spiele                     | 3                                   | 2                                   | 0                                   | 1                                   |
| Gesamt                              | 6                                   | 5                                   | 0                                   | 1                                   |
|                                     |                                     |                                     |                                     |                                     |
| Fidschi                             | 1                                   | 1                                   | 0                                   | 0                                   |
| Westsamoa                           | 1                                   | 1                                   | 0                                   | 0                                   |
| Tonga                               | 1                                   | 1                                   | 0                                   | 0                                   |

Die Tour der walisischen Rugby-Union-Nationalmannschaft nach Ozeanien 1986 umfasste eine Reihe von Freundschaftsspielen der walisischen Rugby-Union-Nationalmannschaft. Sie reiste im Mai und Juni 1986 durch Fidschi, Westsamoa und Tonga, wobei sie während dieser Zeit sechs Spiele bestritt. Darunter war je ein Test Match gegen die Nationalmannschaften dieser Länder, die alle zugunsten von Wales ausgingen. Hinzu kamen drei Spiele gegen Auswahlteams, bei denen zwei Siege und eine Niederlage resultierten.

## Ereignisse
Im Test Match zwischen Tonga und Wales mussten sich die Gastgeber relativ knapp mit 7:15 geschlagen geben. Bereits früh in der Partie ereignete sich eine Massenschlägerei, an der nahezu alle Spieler beteiligt waren. Bei einem Empfang nach dem Spiel wurde der walisische Spieler Phil Davies gebeten, ein paar Worte auf Walisisch an die Versammelten zu richten. In einem ruhigen Tonfall sagte er unter anderem: „Dies ist der schlimmste Ort, an dem ich je gewesen bin. Ich bin froh, dass ich hier wegkomme und will nie wieder hierherkommen. Ihr seid die dreckigste Mannschaft, gegen die ich je gespielt habe“ – was die Tongaer natürlich nicht verstanden.

## Spielplan
- Hintergrundfarbe grün = Sieg
- Hintergrundfarbe rot = Niederlage

(Test Matches sind grau unterlegt; Ergebnisse aus der Sicht von Wales)
| # | Datum         | Gegner            | Ort        | Stadion                | Ergebnis |
| - | ------------- | ----------------- | ---------- | ---------------------- | -------- |
| 1 | 23. Mai 1986  | Western Fiji      | Lautoka    | Churchill Park         | 19:14    |
| 2 | 27. Mai 1986  | Eastern Fiji      | Suva       | National Stadium       | 13:29    |
| 3 | 31. Mai 1986  | Fidschi           | Suva       | National Stadium       | 22:15    |
| 4 | 07. Juni 1986 | Tongan Barbarians | Nukuʻalofa | Teufaiva Sport Stadium | 13:9     |
| 5 | 12. Juni 1986 | Tonga             | Nukuʻalofa | Teufaiva Sport Stadium | 15:7     |
| 6 | 14. Juni 1986 | Westsamoa         | Apia       | Apia Park              | 32:14    |

## Test Matches
| 31. Mai 1986 | Fidschi                                                             | 15 : 22        | Wales                                                                                    | National Stadium, Suva Schiedsrichter: David Bishop (Neuseeland) |
| 31. Mai 1986 | Versuche: Niuqila Tuvula Erhöhungen: Kubu (2) Straftritte: Lovokuru | (3:10) Bericht | Versuche: J. Davies Hadley Erhöhungen: Bowen Straftritte: Dacey (3) Dropgoals: J. Davies | National Stadium, Suva Schiedsrichter: David Bishop (Neuseeland) |

Aufstellungen:
- Fidschi: Savenaca Aria, Rusiate Cavubulu, Jimi Damu, Alifereti Dere, Jone Kubu, Sirilo Lovokuro, Rusiate Namoro, Paula Nawalu, Acura Niuqila, Epeli Rakai, Koli Rakoroi, Ifereimi Tawake, Esala Teleni , Serupepeli Tuvula, Peni Volavola 
 Auswechselspieler: Sairusi Naituku
- Wales: Bleddyn Bowen, Malcolm Dacey, Jonathan Davies, Phil Davies, John Devereux, Stuart Evans, Adrian Hadley, Billy James, Robert Jones, Richard Moriarty, Paul Moriarty, Bob Norster, Dai Pickering , Mark Titley, Jeff Whitefoot 
 Auswechselspieler: Mark Brown

| 12. Juni 1986 | Tonga                              | 7 : 15        | Wales                                                                | Teufaiva Sport Stadium, Nukuʻalofa Schiedsrichter: Brian Kinsey (Australien) |
| 12. Juni 1986 | Versuche: Fifita Straftritte: Lovo | (3:6) Bericht | Versuche: P. Moriarty Erhöhungen: Dacey Straftritte: Bowen (2) Dacey | Teufaiva Sport Stadium, Nukuʻalofa Schiedsrichter: Brian Kinsey (Australien) |

Aufstellungen:
- Tonga: Tevita Bloomfield, Tali Eteʻaki, Talai Fifita, Amone Fungavaka, Lausii Hopoate, Emosi Koloto, Fetaiaki Langi, Feao Lavemai, Tomasi Lovo, Funa Moala, Pule Moala, Samiu Mohi, ʻOtenili Pifeleti , Paula Tupou, Mofuike Tuʻungafasi
- Wales: Bleddyn Bowen, Mark Brown, Malcolm Dacey, Jonathan Davies, Phil Davies, John Devereux, Stuart Evans, Adrian Hadley, Billy James, Robert Jones, Paul Moriarty, Richard Moriarty, Bob Norster, Mark Titley, Jeff Whitefoot 
 Auswechselspieler: Huw Richards, Glen Webbe

| 14. Juni 1986 | Westsamoa                                   | 14 : 32         | Wales | Apia Park, Apia Schiedsrichter: Robert Francis (Neuseeland) |
| 14. Juni 1986 | Versuche: Palamo Tafua Straftritte: Aiolupo | (14:13) Bericht | Versuche: Bowen Devereux Moriarty Titley Erhöhungen: Dacey (2) Straftritte: Dacey (3) Dropgoals: J. Davies | Apia Park, Apia Schiedsrichter: Robert Francis (Neuseeland) |

Aufstellungen:
- Westsamoa: Andrew Aiolupo, P. Alalatoa, Toma Aleni, Taʻi Fong, Michael Jones, Faʻau'uga Kelemete, Lolani Koko, Maʻatusi Krause, Niko Palamo, Fatu Patolo, Lomitusi Sasi, Titimaea Tafua , Iosefo Tautua, Stan Toʻomalatai, Toʻo Vaega
- Wales: Bleddyn Bowen, Mark Brown, Malcolm Dacey, Jonathan Davies, Phil Davies, John Devereux, Stuart Evans, Billy James, Robert Jones, Paul Moriarty, Richard Moriarty , Bob Norster, Mark Titley, Glen Webbe, Jeff Whitefoot